# ماهیگیری با کمان

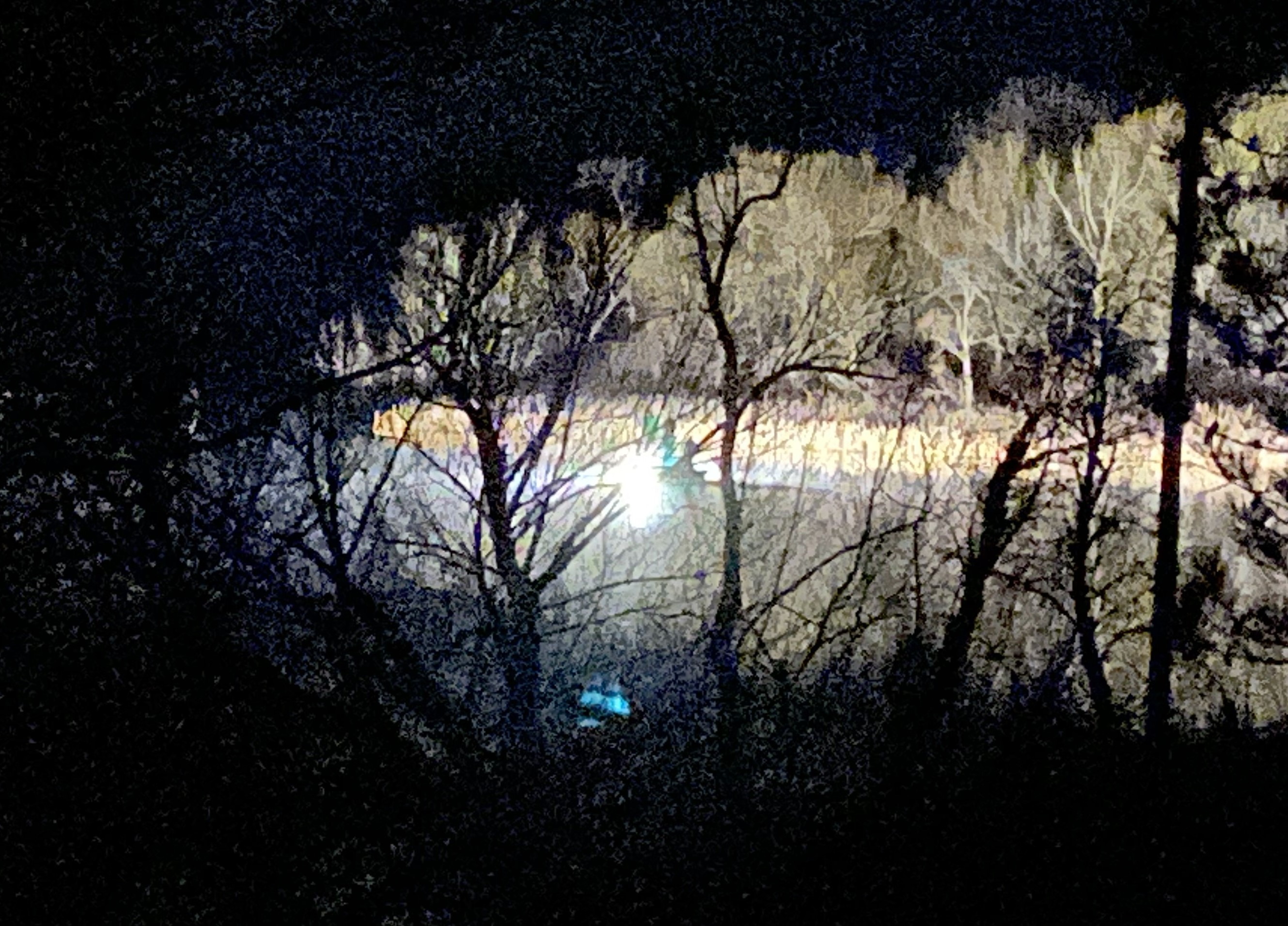
ماهیگیری با کمان ورزشی مدرن اغلب در شب انجام می‌شود که در اینجا با یک قایق تخصصی نشان داده شده‌است: سکوی برجسته روی کمان با نورافکن‌های نیرومند و چندین کمان‌ماهی.

ماهیگیری با کمان (به انگلیسی: Bowhunting) روشی برای شکار ماهی است که از تجهیزات تخصصی تیراندازی با کمان برای شلیک مرگبار و بازیابی جانور استفاده می‌کند. ماهی‌ها با یک تیر خاردار شلیک می‌شوند که با یک نخ مخصوص به قرقرهای که روی تیر یا کمان ضربدری نصب شده‌است وصل می‌شود. از لحاظ تاریخی، ماهیگیری با کمان برای امرار معاش انجام می‌شد، اما در قرن بیست و یکم به‌طور فزاینده‌ای به یک ورزش تبدیل شد که بیشتر در ایالات متحده انجام می‌شود. ماهیگیری با کمان از سال ۲۰۲۳ عمدتاً کنترل‌نشده‌است، اما به‌طور فزاینده‌ای توجه و مطالعه را به خود جلب می‌کند.

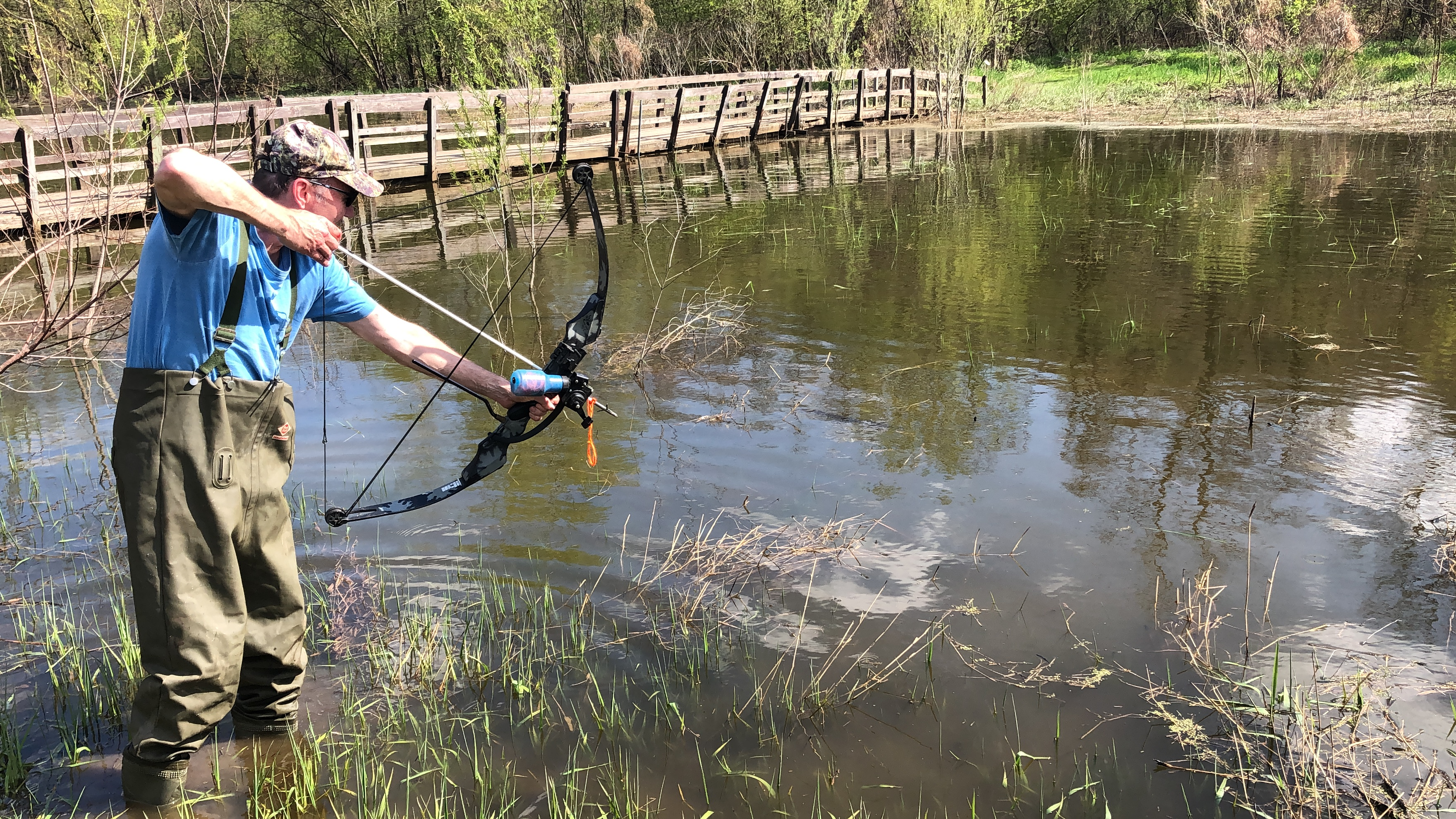
یک کمان‌دار ماهی مدرن، کپور در حال تخم‌ریزی را در استخر آیووا هدف می‌گیرد.